# Extended Play (Statik Selektah)
Extended Play è il quinto album del produttore hip hop statunitense Statik Selektah, pubblicato nel 2013.
L'album è il primo di Statik Selektah a entrare nella Billboard 200, dopo aver venduto 3 600 copie nella prima settimana negli USA.
| Recensione | Giudizio |
| ---------- | -------- |
| AllMusic   | [ 1 ]    |
| RapReviews | [ 3 ]    |
| HipHopDX   | [ 4 ]    |
| Exclaim!   | [ 5 ]    |

## Tracce
1. Reloaded (featuring Pain In Da Ass, Action Bronson, Big Body Bes, Termanology & Tony Touch) – 2:02
2. Bird's Eye View (featuring Raekwon, Joey Badass & Black Thought) – 3:34
3. East Coast (featuring N.O.R.E. & Lil Fame) – 2:47
4. 21 & Over (featuring Sean Price & Mac Miller) – 2:47
5. The Spark (featuring Action Bronson, Joey Badass & Mike Posner) – 2:56
6. Make Believe (featuring Freddie Gibbs, Easy Money & Termanology) – 4:01
7. Pinky Ring (featuring Prodigy) – 2:52
8. Funeral Season (featuring Styles P, Bun B & Hit-Boy) – 4:00
9. Bring 'Em Up Dead (featuring Joell Ortiz) – 3:36
10. Camouflage Dons (featuring Smif-n-Wessun & Flatbush Zombies) – 2:53
11. Big City of Dreams (featuring Troy Ave, Push!, Meyhem Lauren & AG Da Coroner) – 4:21
12. Gz, Pimps, Hustlers (featuring Wais P & Slaine) – 4:34
13. My Hoe (featuring Blu, Evidence & Reks) – 3:51
14. Love & War (featuring Easy Money & Freeway) – 3:26
15. 100 Stacks (featuring JFK & Strong Arm Steady) – 2:36
16. Live from the Era (featuring Pro Era) – 5:18
17. Game Break (featuring Lecrae, Termanology & Posdnuos) – 4:22
18. Home (featuring Talib Kweli) – 2:57

## Classifiche
| Classifica (2013)         | Posizione massima |
| ------------------------- | ----------------- |
| Stati Uniti               | 121               |
| US Heatseekers Albums     | 3                 |
| US Top Rap Albums         | 13                |
| US Top R&B/Hip-Hop Albums | 18                |